# Jules de Trooz

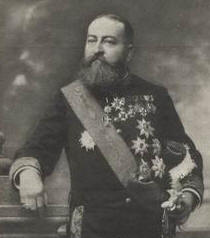
Jules de Trooz

Jules Henri Ghislain Marie Baron de Trooz (* 21. Februar 1857 in Löwen; † 31. Dezember 1907 in Brüssel) war ein belgischer katholischer Politiker und Premierminister.
De Trooz absolvierte ein Studium der Philosophie.
Von 1889 bis zu seinem Tod war er Mitglied der Abgeordnetenkammer und vertrat dort die Interessen der Katholieke Partij des Arrondissements Löwen.
Vom 5. August 1899 bis zum 2. Mai 1907 war er Innenminister im Kabinett von Paul de Smet de Naeyer. Diesem folgte er anschließend im Amt des Premierministers, das er bis zu seinem Tod am 31. Dezember 1907 ausübte. De Trooz war bislang der letzte Premierminister Belgiens, der während seiner Amtszeit starb. Ihm zu Ehren ist der Trooz-Gletscher in der Antarktis benannt.